# フラヴィアーノ・ラボー

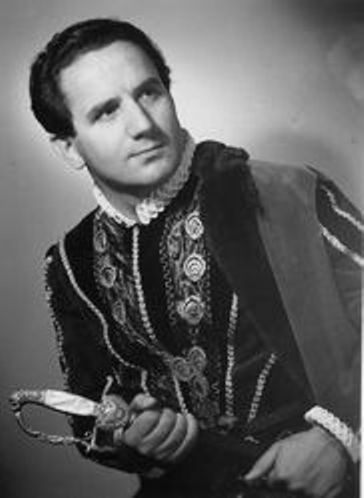
フラヴィアーノ・ラボー

フラヴィアーノ・ラボー（Flaviano Labò, 1927年2月1日 - 1991年2月13日）は、1950年代から1980年代にかけて活躍したイタリアの歌手（テノール）。特にヴェルディのオペラで優れた歌唱を聴かせた。

## 経歴
フラヴィアーノ・ラボーは1927年2月1日、ピアチェンツァ県ボルゴノーヴォ・ヴァル・ティドーネに生まれる。青年期は鉄道員となったが、勤務中の歌声を聴いた乗客がスカラ座の指揮者、アントニーノ・ヴォットーに彼を推薦、同座からの奨学金でカルメン・メリス、ジーナ・チーニャ、エットーレ・カンポガリアーニといった往年の著名歌手の下で4年間の研鑽を積むことができたとの伝説がある。
オペラ歌手としてのデビューは1954年12月15日、地元ピアチェンツァのムニチパーレ劇場におけるプッチーニ『トスカ』カヴァラドッシ役であった。その後ベルガモ、マントヴァなど北イタリアの劇場中心に活動するが、ニューヨーク・メトロポリタン歌劇場（メト）に招かれ、1957年から1958年のシーズンのヴェルディ『運命の力』アルヴァーロ役を皮切りに、ヴェルディの諸役を中心に歌った。メトでは1968年-69年のシーズンまで合計61回の舞台に立っている。またメキシコシティ、ブエノスアイレスなど中央アメリカ、南アメリカの諸劇場でも成功を収めた。
ミラノ・スカラ座には1960年-61年のシーズンから参加、ここでも『運命の力』、『ドン・カルロ』題名役、『アイーダ』ラダメス役といったヴェルディの諸役を中心に40回歌った。中でも『ドン・カルロ』は彼の当たり役であり、スカラ座のメンバーによるスタジオ録音（ドイツ・グラモフォン、1961年）が知られている。1970年代からはイタリアの諸劇場を本拠とした。この間、NHKの招聘によるNHKイタリア歌劇団の一員として、1971年9月の第6回および1973年9月の第7回で来日し、第6回ではロヴロ・フォン・マタチッチ指揮の『トゥーランドット』カラフ役、第7回ではオリヴィエーロ・デ・ファブリティース指揮の『トスカ』カヴァラドッシ役および『アイーダ』ラダメス役で美声を聴かせた。
ラボーのスタイリッシュな歌唱はヴェルディの諸役において特に評価が高く、彼の生涯31役のレパートリー中、14がヴェルディのものであった。その他プッチーニ『蝶々夫人』ピンカートン役、同『トゥーランドット』カラフ役、ドニゼッティ『ランメルモールのルチア』エドガルド役なども好評であった。ただし、160センチ程度の短躯であったことから、長身美貌のライヴァル、フランコ・コレッリなどと比べて舞台上で見劣りしてしまうことが、彼にとっての不幸であった。1973年の第7回NHKイタリア歌劇団で演じた『トスカ』カヴァラドッシ役に出演した時のことに関する、イタリア歌劇団に関わった元NHKチーフディレクターの武石英夫は、ラボーの短躯について次のように回想する。
また武石によれば、ラボーの第7回イタリア歌劇団への参加決定はカバイヴァンスカよりも早く、「ラボーのすばらしさというものは、また格別でしたね」とも回想している。
ラボーは1987年、トリノでのヴェルディ『ナブッコ』イズマエーレ役を最後に第一線を退いた。その後もリサイタルなどでは健在を示していたようであるが、64歳の誕生日を迎えてから12日後の1991年2月13日に、ミラノ近郊のメレニャーノで交通事故により急逝した。

## 主なディスコグラフィ・フィルモグラフィ

### スタジオ録音
- ヴェルディ『ドン・カルロ』：ボリス・クリストフ、エットーレ・バスティアニーニ、アントニエッタ・ステッラ、フィオレンツァ・コッソット：ガブリエーレ・サンティーニ指揮：1961年：ドイツ・グラモフォン LPM 18760-3[6]
- プッチーニ『マノン・レスコー』抜粋：アンナ・モッフォ：ルネ・レイボヴィッツ指揮：1963年：RCA LM 7028[7]
- ドニゼッティ『ランメルモールのルチア』：マルゲリータ・グリエルミ、ピエロ・カプッチルリ、シルヴァーノ・パリューカ：オッターヴィオ・ジーノ指揮：1969年：スプラフォン 1 12 1381/2[8]

### ライヴ録音
- ヴェルディ『運命の力』：ジンカ・ミラノフ、マリオ・セレーニ、チェーザレ・シエピ：フリッツ・シュティードリー指揮：1958年メト：Omega Opera Archive 906[8]
- ヴェルディ『アイーダ』：アニタ・チェルクェッティ、ネル・ランキン、フェルナンド・コレーナ：アントニオ・ナルドゥッチ指揮：1958年メキシコシティ：Opera Depot OD 10045-2（CD、2007年）[9]
- プッチーニ『蝶々夫人』：ステッラ、ジュゼッペ・タッデイ、トゥータ・デ・イガルザバル：フランコ・ギオーネ指揮：1958年テアトロ・コロン：Premiere Opera Ltd. CDNO 4772[10]
- ポンキエッリ『ラ・ジョコンダ』：ルチア・ウドヴィッチ、アルド・プロッティ、ミニヨン・ドゥーン：カルロ・フェリーチェ・シラリオ指揮：1960年テアトロ・コロン：Fiori FI 1111（MP3、2009年）[11]
- ヴェルディ『運命の力』：マルツァ・デ・オスマ、カプッチルリ、イーヴォ・ヴィンコ：オッターヴィオ・ジーノ指揮：1961年フィデンツァ：Living Stage LS 1061（CD、2006年）[12]
- プッチーニ『トスカ』：マグダ・オリヴェロ、ティート・ゴッビ：デ・ファブリティース指揮：1962年ヴェローナ：Mitridate Ponto PO 1007（CD、2002年）[13]
- プッチーニ『トスカ』：オリヴェロ、ジャンジャコモ・グェルフィ：フランチェスコ・モリナーリ＝プラデッリ指揮：1964年リオデジャネイロ：Premiere Opera Ltd. CDNO 1888-2（CD-R、2005年）[14]
- ボーイト『メフィストーフェレ（英語版）』：シエピ、オリヴェロ：モリナーリ＝プラデッリ指揮：1964年リオデジャネイロ：Premiere Opera Ltd CDNO 1862-2（CD-R、2005年）[15]
- ヴェルディ『椿姫』：レイラ・ジェンチェル、カプッチルリ：ニコラ・レッシーニョ指揮：1964年リオデジャネイロ：The Opera Lovers TRA 196403（CD-R)[16]
- ヴェルディ『エルナーニ』：マルゲリータ・ロベルティ、コーネル・マックネイル、ジェローム・ハインズ：フェルナンド・プレヴィターリ指揮：1964年テアトロ・コロン：Opera Depot OD 10310-2（CD-R、2008年)[17]
- プッチーニ『ラ・ボエーム』：ミレッラ・フレーニ、フランコ・イグレシアス：モリナーリ＝プラデッリ指揮：1966年フィラデルフィア：House of Opera ALD 2155[18]
- ベッリーニ『海賊（英語版）』：モンセラート・カバリェ、カプッチルリ：フランコ・カプアーナ指揮：1967年フィレンツェ：Opera d'Oro OPD 1179（CD、1998年）[19]
- ヴェルディ『ルイザ・ミラー』：ルイザ・マラジャーノ、ニコラ・ロッシ＝レメーニ、マックネイル：ブルーノ・バルトレッティ指揮：1968年テアトロ・コロン：The Opera Lovers LUI 196802（CD-R、2007年)[20]
- ヴェルディ『仮面舞踏会』：カバリェ、セレーニ：バルトレッティ指揮：1969年RAIローマ：Giuseppe di Stefano GDS 21016（CD）[21]
- プッチーニ『ラ・ボエーム』：ガブリエラ・トゥッチ、ウィリアム・ワルカー：クルト・アドラー指揮：1969年メト：Omega Opera Archive 1571[22]
- チレア『グローリア』：ロベルティ、ロレンツォ・テッシ、フェルッチョ・マッツォーリ：プレヴィターリ指揮：1969年RAIローマ：Bongiovanni GB 2375/76-2（CD、2005年）：世界初録音[23]
- グノー『ファウスト』：レナータ・スコット、ルッジェーロ・ライモンディ、カプッチルリ：マリオ・グゼッラ指揮：1970年ジェノヴァ：House of Opera CDBB 271（CD、2003年）[24]
- ヴェルディ『アイーダ』：トゥッチ、コッソット、プロッティ、ヴィンコ：プレヴィターリ指揮：1970年フェニーチェ劇場：Mondo Musica MFOH 10231（CD、1998年）[25]
- ヴェルディ『トロヴァトーレ』：カバイヴァンスカ、カプッチルリ、コッソット、ジョヴァンニ・フォイアーニ：プレヴィターリ指揮：1971年パレルモ：The Opera Lovers TRO 197102（CD-R、2008年）[26]
- ヴェルディ『ジョヴァンナ・ダルコ』：カティア・リッチャレッリ、セレーニ：バルトレッティ指揮：1972年ローマ歌劇場：Premiere Opera Ltd. CDNO 8092（CD-R）[27]
- ヴェルディ『ジョヴァンナ・ダルコ』：リッチャレッリ、マリオ・ザナージ：カルロ・フランチ指揮：1972年フェニーチェ劇場：Mondo Musica MFOH 10021（CD）[28]
- ヴェルディ『トロヴァトーレ』：エリノア・ロス、イリーナ・アーキポーヴァ、マッテオ・マヌグエッラ：シラリオ指揮：1974年テアトロ・コロン：Premiere Opera Ltd. CDNO 1107-2（CD-R、2003年）[29]
- プッチーニ『マノン・レスコー』：ヴィルジニア・ゼアーニ、アルベルト・リナルディ：ウンベルト・カッティーニ指揮：1974年ピアチェンツァ：Bongiovanni GB 1212/13-2 （CD、2009年）[30]

### フィルモグラフィ
- プッチーニ『トスカ』：カバイヴァンスカ、ジャンピエロ・マストロメイ：デ・ファブリティース指揮：1973年9月24日NHKホール（第7回NHKイタリア歌劇団公演）：キングレコード KIBM-1050（DVD、2008年）[31]